# Relations entre l'Algérie et l'Éthiopie
Les relations entre l'Algérie et l'Éthiopie correspondent aux interactions diplomatiques, culturelles, économiques et sécuritaires entre la République algérienne démocratique et populaire et le République démocratique fédérale d'Éthiopie.

## Présentation
Les relations entre l'Algérie et l'Éthiopie demeurent en deçà des attentes des autorités des deux pays. Lors de la visite du Premier ministre éthiopien, Abiy Ahmed Ali à Alger le 29 août 2022, il a été convenu à l'élargissement de la coopération économique à travers l'augmentation du volume d'échange des produits nationaux des deux pays, notamment dans les domaines de l'agroalimentaire, l'industrie pharmaceutique, la formation, et l'enseignement supérieur et la recherche scientifique,,.

### Représentations officielles
L’Algérie a une ambassade à Addis-Abeba tandis que l'Éthiopie a une ambassade à Alger inaugurée officiellement en avril 2017. L'Éthiopie avait fermé, depuis le 30 août 2021, son ambassade à Alger avec la nomination d'un ambassadeur non résident chargé de gérer, à partir d'Addis-Abeba, le dossier Algérie. La fermeture de l'ambassade est motivée par une restructuration décidée par le gouvernement éthiopien qui a procédé à la fermeture de 50% de ses ambassades dans le monde.

### Actions diplomatiques
L'Algérie a initié un processus de médiation entre l’Ethiopie et l’Erythrée pour le règlement pacifique du conflit frontalier entre les deux pays (1998-2000). Au sommet de l'Organisation de l'unité africaine (OUA) tenu à Alger en juillet 1999, les parties au conflit avaient accepté les modalités d'application de l'Accord-cadre d'Alger,.
En 2021, l'Algérie a tenté de rapprocher les vues entre les parties au conflit autour du Grand barrage de la Renaissance éthiopien et à parvenir à un règlement pacifique des tensions avec les pays situés en aval (Soudan et Égypte), qui craignent une diminution des débits d'eau. Le ministre des affaires étrangères algérien Ramtane Lamamra a effectué une tournée dans la région pour tenter une médiation sur ce dossier délicat. Cette médiation n'a pas abouti à faire avancer les choses.

### Relations commerciales
Le volume des échanges commerciaux entre l’Algérie et l’Ethiopie est insignifiant. En 2017, l'Algérie a importé de l'Éthiopie des marchandises pour une valeur globale estimée à 585 255 dollars et a exporté vers ce pays pour un montant de 21 287 063 dollars. Au cours de la période étalée entre 2006 jusqu'en 2016, l'Éthiopie a exporté différents produits d'une valeur d'environ 12,2 millions de dollars.
Le 3 août 2021, la Chambre algérienne de commerce et d'industrie (CACI) et la chambre éthiopienne de Commerce ont signé un accord pour la création du Conseil d'affaires Algero-Ethiopien, afin de permettre à l'établissement de partenariats entre les opérateurs économiques des deux pays.
Le 22 septembre 2023, a vu l'inauguration d'une ligne aérienne directe reliant la capitale algérienne Alger à la capitale éthiopienne Addis-Abeba, afin de faciliter le déplacement des personnes et des marchandises, et de consolider les liens d'amitié et de coopération entre les deux pays.